# 吴天石
吴天石（1910年1月29日—1966年8月5日），原名吴毓麟，笔名史坚，江苏南通人，中华人民共和国官员，文化大革命初，被批斗而死。

## 生平
1932年毕业于无锡国学专修馆，返乡教书，不久因通共被捕，释放后驱逐出江苏。1943年加入中国共产党，在苏北解放区担任华中公学副校长。1949年后，历任江苏师范学院院长、江苏省教育厅厅长、中共江苏省委宣传部副部长。1966年因《谈谈我国古代学者的学习精神和学习方法》一书受到批判，随后在8月3日，吴天石和妻子李敬仪（南京师范学院党委副书记）被南京师范学院的造反派学生批斗，李敬仪在游街过程中死亡，吴天石也因大量墨汁堵塞毛孔造成脑水肿而在两天后死亡。